# Aeroportul Blönduós
Aeroportul Blönduós (IATA: BLO, ICAO: BIBL) este un aeroport din Blönduós⁠(d), Norðurland vestra⁠(d), Islanda.
Situat la o altitudine de 40 m, aeroportul dispune de o singură pistă.